# Richard Wünsch
Richard Wünsch (* 1. Juni 1869 in Wiesbaden; † 17. Mai 1915 bei Iłża) war ein deutscher klassischer Philologe und Religionswissenschaftler.

## Leben
Richard Wünsch, der Sohn des Juristen Karl Wünsch und der Hermine Roemer, wurde in Wiesbaden geboren. Schon 1872 starb seine Mutter. Der Vater zog mit Richard Wünsch 1875 nach Wetzlar um und heiratete dort Auguste Klein, die nach dem Tod des Vaters 1884 die wichtigste Bezugsperson für Richard Wünsch wurde. In Wetzlar besuchte er von 1878 bis 1887 das Gymnasium mit solchem Erfolg, dass er von der mündlichen Reifeprüfung befreit wurde. Vom Sommersemester 1887 bis zum Wintersemester 1892/1893 studierte er an der Universität Marburg klassische Philologie und wurde Mitglied des Philologisch-Historischen Vereins, der heutigen Marburger Burschenschaft Rheinfranken. Noch während des Studiums leistete Wünsch bei den Marburger Jägern den Militärdienst ab und wurde Reserveoffizier beim 83. Regiment in Kassel. Nach einem Semester in Berlin und zweien in Bonn, wo er sich mit Albrecht Dieterich und Siegfried Sudhaus anfreundete und dem Philologischen Verein Bonn beitrat, kehrte er im Herbst 1890 nach Marburg zurück, wo er sich eng an Georg Wissowa anschloss, der seine wissenschaftliche Tätigkeit am meisten prägte. 1893 wurde Wünsch mit der Dissertation De Taciti Germaniae codicibus Germanicis promoviert.
Anschließend unternahm er Studienreisen nach Paris, Spanien, Italien und Griechenland, teilweise begleitet von seinem Freund Dieterich, von dem er schon während des Studiums in Bonn reiche Anregung zur Religionswissenschaft erfahren hatte. Während dieser Zeit kollationierte Wünsch auch griechische Handschriften des Johannes Lydos, die er 1898 in die Wissowa gewidmeten Edition Lydus de mensibus (Leipzig, Teubner) einfließen ließ. Durch sein Handschriftenstudium stellte Wünsch den Text des Autors auf eine völlig neue Grundlage.
1895 verbrachte Wünsch einige Monate an der Universität Göttingen als Gasthörer bei Friedrich Leo und Ulrich von Wilamowitz-Moellendorff. Gleichzeitig beschäftigte er sich mit den über 100 bleiernen Fluchtafeln, die er 1894 in Athen erworben hatte. Seine Edition erschien 1897 als Supplement zum Corpus Inscriptionum Atticarum. Weitere Fluchtafeln, die er 1896 aufgefunden hatte, gab er 1898 in der Dieterich gewidmeten Sammlung Sethianische Verfluchungstafeln aus Rom (Leipzig, Teubner) heraus. Im Juli desselben Jahres ging er nach Breslau, um sich bei Franz Skutsch zu habilitieren (am 24. Oktober 1898). Hier arbeitete er auch mit Conrad Cichorius, Wilhelm Kroll, Eduard Norden und Friedrich Vogt zusammen. Im März 1899 heiratete Wünsch seine Cousine Lisbeth Stübel aus Dresden, mit der er eine Tochter und drei Söhne bekam.
Im Herbst 1902 folgte Wünsch einem Ruf auf den Lehrstuhl für klassische Philologie der Universität Gießen als Nachfolger Gotthold Gundermanns, wo neben Dieterich Erich Bethe, Alfred Körte und Adolf Strack zu seinen Kollegen zählten. Hier widmete sich Wünsch neben der akademischen Lehre der Herausgabe der Schrift De magistratibus von Lydos und der antiken Religion. 1906 wurden ihm Lehrstühle in Kiel und Königsberg angeboten; er entschied sich für Königsberg, wohin er im April 1907 übersiedelte. Hier widmete er sich fast ausschließlich der Religionswissenschaft. Nach dem Tod seines Freundes Dieterich (1908) gab er dessen Kleine Schriften heraus und besorgte die Neuauflage seiner Schriften Mutter Erde, Eine Mithrasliturgie und Nekyia. 1912 erhielt er die philosophische Ehrendoktorwürde der Universität Athen. Für das Jahr 1913 wurde Wünsch zum Rektor der Universität Königsberg gewählt, trat das Rektorat jedoch nicht an, weil er auf einen Ruf an die Universität Münster seinen Wirkungsort verließ. Beim Ausbruch des Ersten Weltkrieges meldete er sich freiwillig und wurde als Führer eines Bataillons schlesischer Landwehr in Polen eingesetzt. Ab Ende Februar 1915 war er in direkte Kampfhandlungen verwickelt und fiel als Hauptmann der Reserve bei einem Angriff auf die russische Armee bei Iłża am 17. Mai des Jahres.